# الناحية المركزية (مقاطعة بيله سوار)
الناحية المركزية لمقاطعة بيله سوار (بالفارسية: بخش مرکزی شهرستان بیله‌سوار) هي ناحية في مقاطعة بيله سوار التابعة لمحافظة أردبيل في إيران. في تعداد عام 2006، كان عدد سكانها 29,786 نسمة في 6,438 عائلة. فيها مدينة واحدة: بيله سوار. وقسمان ريفيان: قسم أنجيرلو الريفي وقسم غوغ تبة الريفي.